# Sjötrafikföreskrifter
Sjötrafikföreskrifter är ett samlingsnamn för de författningar som reglerar sjötrafiken. De  för svenskt vidkommande mest centrala bestämmelserna finns publicerade i Sjötrafikföreskrifter m.m.
Sjötrafikföreskrifter m.m. innehåller de internationella sjövägsreglerna (engelsk förkortning COLREG) och utdrag ur relevanta svenska författningar på området.
Tidigare gavs publikationen ut i 17 upplagor av Sjöfartsverket, men numera ges en privat utgåva ut av Jure Förlag. Boken innehåller kommentarer skrivna av professor Hugo Tiberg och advokat Mattias Widlund. 
Den senaste upplagan, den 23:a i ordningen, är utgiven 2024.